# Timothée Malendoma
Timothée Malendoma (Dekoua, 1935 – 12 de diciembre de 2010) fue un político centroafricano que fue Primer ministro de la República Centroafricana del 4 de diciembre de 1992 al 26 de febrero de 1993. Fue Presidente del Partido Foro Cívico.

## Biografía
Timothée Malendoma nació en Dekoua en 1935, uniéndose al Ejército Francés en 1953. Después de luchar por Francia en la Guerra de Indochina, fue adiestrado como administrador militar en Montpellier.
Fue elegido por el presidente Jean-Bédel Bokassa para ser Ministro de Economía en enero de 1966, y dedicó su tiempo tratando de cerrar el contrabando de diamantes. Sin embargo, al año siguiente la influencia de los contrabandistas resultó ser demasiado grande y fue destituido de su puesto. Volvió a la político el 27 de septiembre de 1979 cuando fue nombrado Ministro de Estado del Gobierno de Presidente David Dacko. Formó su propio partido en 1990.
Bajo el liderazgo de Malendoma, el Partido Foro Cívico participó en el "gran debate nacional" iniciado por el presidente André Kolingba en 1992, aunque tal participación fue rechazada por el Grupo Consultivo de Fuerzas Democráticas, una coalición de oposición de la que el Foro Cívico era miembro, lo que resultó en una suspensión del partido por parte de la coalición. El 4 de diciembre de 1992, Malendoma fue nombrado Primer Ministro por Kolingba para sustituir a Edouard Frank. De todas maneras, en febrero de 1993, Kolingba acusó a Malendoma de "bloquear el proceso democrático" y tuvo que dimitir. Malendoma fue el candidato del Foro Cívico en las elecciones presidenciales de agosto de 1993, recibiendo el 2.03% del voto acabando sexto.
Posteriormente Malendoma fue diputado en el Asamblea Nacional y el Foro Cívico formó parte de la oposición del Presidente Ange-Félix Patassé. Como Presidente de la Inglesia de Cristo – el Rey y la Facultad de Teología Evangélica de Bangui, intentó asistir a una reunión de iglesias protestantes en Nueva Caledonia, pero el gobierno le prohibió salir de la República Centroafricana el 12 de octubre de 1999.
Después de que François Bozizé tomó el poder en 2003, Malendoma permaneció en la oposición. En marzo de 2004, se opuso a la presencia del Presidente haitiano Jean-Bertrand Aristide en la República Centoafricana, argumentado que Aristide era "un dictador"—"Hemos tenido nuestra parte justa y ya no necesitamos"—y que el país no debería ser "un vertedero". También dijo que en la República Centroafricana "la democracia es un lujo y la oposición es un concepto extranjero".
En las elecciones presidenciales de 2005, se postuló para un escaño en la Asamblea Nacional como candidato del Foro Cívico de la circunscripción de Mala en la prefectura de Kémo, pero fue derrotado en la segunda ronda por Fred Jacob Karouna.

## Muerte
Malendoma fue ingresado en el Hospital General de Bangui a finales de noviembre de 2010 por una emergencia hipertensa, muriendo el 12 de diciembre a los 75 años. Tras su muerte, el Foro Cívico no participó en las elecciones posteriores.